# Кали, Винченца
Винченца Кали-Вердероза (итал. Vincenza Calì-Verderosa; род. 15 октября 1983, Палермо) — итальянская легкоатлетка, специалистка по бегу на короткие дистанции. Выступала на профессиональном уровне в 1999—2016 годах, обладательница серебряной и бронзовой медалей Средиземноморских игр, чемпионка Италии в беге на 100 и 200 метров, участница летних Олимпийских игр в Пекине.

## Биография
Винченца Кали родилась 15 октября 1983 года в Палермо, Сицилия. Во время учёбы в средней школе играла в баскетбол, а в возрасте 13 лет в 1996 году обнаружила в себе талант к спринтерским легкоатлетическим дисциплинам.
Впервые заявила о себе на международном уровне в сезоне 1999 года, когда вошла в состав итальянской сборной и выступила в беге на 200 метров на юношеском мировом первенстве в Быдгоще.
В 2000 году стартовала на юниорском мировом первенстве в Сантьяго — в 200-метровой дисциплине дошла до стадии полуфиналов, тогда как в эстафете 4 × 100 метров стала четвёртой.
В 2002 году в беге на 200 метров показала четвёртый результат на юниорском мировом первенстве в Кингстоне. Бежала 200 метров и эстафету 4 × 100 метров на чемпионате Европы в Мюнхене.
В 2003 году на молодёжном европейском первенстве в Быдгоще была четвёртой в дисциплине 200 метров и пятой в эстафете 4 × 100 метров.
На чемпионате Италии 2004 года во Флоренции одержала победу на дистанциях 100 м 200 метров.
В 2005 году снова стала чемпионкой Италии в беге на 100 и 200 метров, заняла третье место в эстафете на домашнем Кубке Европы во Флоренции, выиграла бронзовые медали в 200-метровом беге и в эстафете 4 × 100 метров на молодёжном европейском первенстве в Эрфурте, стартовала в эстафете на чемпионате мира в Хельсинки.
В 2008 году выиграла зимний чемпионат Италии в беге на 60 метров, стала шестой на Кубке Европы в помещении в Москве. На летнем Кубке Европы в Анси была четвёртой в беге на 200 метров и третьей в эстафете 4 × 100 метров. Благодаря череде удачных выступлений удостоилась права защищать честь страны на летних Олимпийских играх в Пекине — в дисциплине 200 метров дошла до четвертьфинала, в то время как в эстафете 4 × 100 метров на предварительном квалификационном этапе их команду дисквалифицировали.
В 2009 году Кали бежала 200 метров и эстафету 4 × 100 метров на командном чемпионате Европы в Лейрии. В тех же дисциплинах завоевала бронзовую и серебряную награды на Средиземноморских играх в Пескаре.
Завершила спортивную карьеру по окончании сезона 2016 года.